# Pangaea (음반)
| 전문가 평가                   | 전문가 평가 |
| 평가 점수                     | 평가 점수   |
| 출처                          | 점수        |
| ----------------------------- | ----------- |
| AllMusic                      | [ 2 ]       |
| Christgau's Consumer Guide    | [ 3 ]       |
| Down Beat                     | [ 4 ]       |
| Encyclopedia of Popular Music | [ 5 ]       |
| The Great Rock Discography    | 6/10        |
| Los Angeles Times             | [ 7 ]       |
| MusicHound Jazz               | 5/5         |
| The Penguin Guide to Jazz     | [ 9 ]       |
| The Rolling Stone Album Guide | [ 10 ]      |
| Tom Hull – on the Web         | B+          |

《Pangaea》는 미국의 재즈 트럼펫 연주자, 작곡가, 밴드 리더 마일스 데이비스의 라이브 음반이다. 이 음반은 원래 일본 CBS 소니가 1976년에 더블 음반으로 발매했다.
데이비스의 전기기에 녹음된 이 음반에는 1975년 2월 1일, 오사카 페스티벌 홀에서 열린 두 번의 콘서트 중 두 번째 콘서트가 담겨 있다. 1975년 음반 《Agharta》에 수록된 첫 콘서트와 마찬가지로 데이비스는 기타리스트 피트 코시와 레지 루카스, 색소폰 연주자 소니 포춘, 베이시스트 마이클 헨더슨, 드러머 알 포스터, 타악기 연주자 제임스 음투메 등이 참여한 밴드를 이끌었다.

## 구성 및 성과
《Pangaea》와 그 전신인 《Agharta》는 1975년 2월 1일, 일본 오사카 페스티벌 홀에서 녹음되었다. 《Agharta》 콘서트는 오후 상영 시간에 열렸고, 《Pangaea》는 저녁에 녹음되었다. 이 음반의 음악은 〈Zimbabwe〉와 〈Gondwana〉의 두 개의 트랙으로 나뉘었는데, 이 중 후자는 "판게아"와 같이 고대 초대륙의 이름이었다. 음악학자 엔리코 멀린에 따르면 두 트랙은 데이비스가 원래 발달한 〈Moja〉, 〈Willie Nelson on Tune in 5〉, 〈Nne〉, 〈Zimbabwe〉, 〈Ife〉, 〈Wili (= for Dave)〉 순으로 연주한 곡이다.

## 발매
이 음반은 1976년 CBS 소니에 의해 일본에서 독점적으로 발매되었다. 컬럼비아 레코드는 1991년 5월 《Pangaea》를 음반사의 컬럼비아 재즈 컨템포러리 마스터즈 재발행 프로그램의 일환으로 미국에서 CD로 발매할 때까지 다른 곳에서는 발매되지 않았다.

## 영향
당시 데이비스의 다른 라이브 음반들과 마찬가지로 《Pangaea》는 노 웨이브와 펑크 아티스트들에게 영향을 끼쳤다. 텔레비전의 톰 베레인, 로버트 콰인 등 하이브라우 뉴 웨이브와 펑크 록 뮤지션들도 일본에서 수입해 가까스로 음반을 구한 뒤 이 음반의 영향을 받았다.

## 곡 목록
모든 곡들은 마일스 데이비스에 의해 작곡하였다.

### 1976년 LP
| #  | 제목                  | 재생 시간 |
| -- | --------------------- | --------- |
| 1. | 〈Zimbabwe (Part 1)〉 | 20:25     |

| #  | 제목                  | 재생 시간 |
| -- | --------------------- | --------- |
| 1. | 〈Zimbabwe (Part 2)〉 | 21:13     |

| #  | 제목                  | 재생 시간 |
| -- | --------------------- | --------- |
| 1. | 〈Gondwana (Part 1)〉 | 23:23     |

| #  | 제목                  | 재생 시간 |
| -- | --------------------- | --------- |
| 1. | 〈Gondwana (Part 2)〉 | 23:57     |

### 1991년 CD
| #  | 제목         | 재생 시간 |
| -- | ------------ | --------- |
| 1. | 〈Zimbabwe〉 | 41:48     |

| #  | 제목         | 재생 시간 |
| -- | ------------ | --------- |
| 1. | 〈Gondwana〉 | 46:50     |